# 54 г. пр.н.е.
54 (петдесет и четвърта) година преди новата ера (пр.н.е.) е година от доюлианския (Помпилийски) римски календар.

## Събития

### В Римската република
- Консули на републиката са Луций Домиций Ахенобарб и Апий Клавдий Пулхер.
- Лято – Гай Мемий и настоящите консули са уличени в корупционна сделка относно изборите за консули. Консули за следващата година не са избрани, а настоящите губят авторитета си.[1]
- Галски войни:
  - Юни – започва вторият поход на Цезар в Британия.[2]
  - Есен – в Галия избухва въстание начело с Амбиорикс, който унищожава местните гарнизони с общ размер от легион и половина. Въстаналите племена подпомагат племето Нервии, което обсажда легион предвождан от Квинт Тулий Цицерон. Завърналият се от Британия Цезар успява бързо да се притече на помощ, да разбие нервиите и да вдигне обсадата.[3]
- Марк Лициний Крас пристига като проконсул в Сирия и започва неубедителна по своите резултати военна кампания срещу погранични селища отвъд Ефрат.[2]
- Октавия Младша се омъжва за Гай Клавдий Марцел Младши.
- Тибър наводнява части от Рим и причинява сериозни щети. Цензорите организират мащабна операция за укрепване бреговете на реката.[1]

## Родени
- Сенека Стари, римски реторик и писател (умрял 39 г.)

## Починали
- 31 юли – Аврелия Кота, римска матрона и майка на Гай Юлий Цезар (родена 120 г. пр.н.е.)
- Гай Валерий Кату̀л, римски поет (роден 84 г. пр.н.е.)
- Юлия – дъщеря на Цезар и съпруга на Помпей Велики (родена ок. 76 г. пр.н.е.)
- Луций Арункулей Кота – римски легат във войската на Гай Юлий Цезар
- Луций Валерий Флак – градски претор
- Митридат III – владетел на Партия
- Квинт Титурий Сабин – легат във войската на Гай Юлий Цезар